# Мардагайл

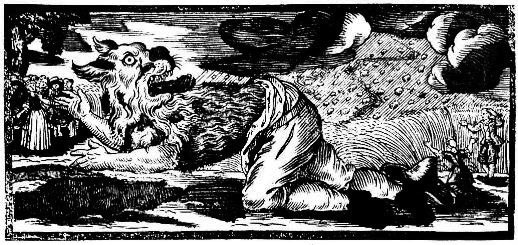
Перетворення мардагайла, гравюра, Німеччина; 1722

Мардагайл («людина-вовк»), у вірменській міфології людина-перевертень (зазвичай жінка-перевертень), що володіє здатністю перетворюватися на вовка. Вважалося, що бог, бажаючи покарати якусь жінку, змушує її покуштувати призначену мадрагайлу їжу (яка сиплеться з неба, подібно граду). Після цього з неба на неї падає вовча шкура і жінка стає мадрагайлом, бродить вночі разом з вовками, пожирає трупи, викрадає дітей і роздирає їх. Вдень мадрагайл знімає з себе шкуру, ховає її подалі і приймає жіночий вигляд. Після семи років вовча шкура повертається в небо, і мадрагайл знову стає звичайною жінкою.
З мадрагайлами пов'язувалося походження Чумацького шляху: коли мадрагайл намалася зжерти гостя, що прийшов до неї, гість вдарив її кинджалом у груди; молоко з грудей розбризкалося по небу.